# ぴっぷや
ぴっぷやは、東京都新宿区にあるアニメーションを制作しているスタジオ。

## 概要
みんなのうたやTOKYO MXの2分枠アニメ等、短尺のフラッシュアニメの制作を手掛けるスタジオである。屋号の由来は、種を意味する英語の”pip"である。

## 作品

### みんなのうた
- ◆は5分間1曲枠の楽曲。
- 1.かつおぶしだよ人生は / 加藤清史郎&アンクル☆させ（2009年8月・9月放送）[3]
- 2.たこちう。 / 片岡鶴太郎×ひめキュンフルーツ缶（2015年6月・7月放送）

### テレビアニメ
- しばいぬ子さん（2012年　監督・脚本・絵コンテ）[4]
- 石田とあさくら（2013年　監督・絵コンテ）[5]
- みんな集まれ！ファルコム学園(2014年　監督）[6]
- みんな集まれ！ファルコム学園 SC（2015年　監督）

### DVD
- 課長の恋（2010年　監督）[7]

### ミュージックビデオ
- moumoon 「my secret santa」（2010年）[8]